# La Galera (muntanya)
La Galera és una muntanya de Mallorca que té una altura de 905 m. Pertany al municipi de Deià i forma part del massís del Puig del Teix.

## Principals accessos
- Des de Deià.
- Des de Sóller, pel Racó d'en Barona.[1]